# Eclipsa de Lună din 10 decembrie 2011

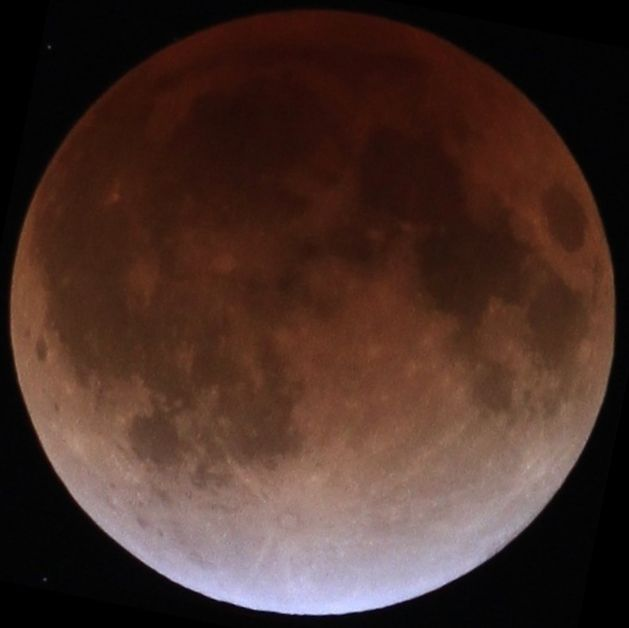
Eclipsa de Lună din 10 decembrie 2011

Eclipsa de Lună din 10 decembrie 2011 a fost cea de a doua eclipsă de Lună din anul 2011, cea dintâi eclipsă din acel an se produsese la 15 iunie. Face parte din seria Saros 135. Ca și eclipsa din 15 iunie (Saros 130), a fost o eclipsă totală de Lună.
În timpul unei eclipse totale de Lună, locuitorii din zonele cufundate în întuneric pot observa fenomenele următoare: Luna fiind în totalitate eclipsată, crepusculele terestre se reflectă pe fața vizibilă a Lunii. Luna apare atunci în culori cuprate, variind de la portocaliu la roșiatic. Apoi Luna, ieșind treptat din conul de umbră al Pământului, își reia culoarea sa obișnuită. 
Durata sa a fost mai mare de 100 de minute.
De la eclipsă au trecut 13 ani, 106 zile.

## Vizibilitate
Această eclipsă a fost vizibilă în Asia și Oceania, precum și în America de Nord, înainte de apusul Lunii, precum și în Europa Centrală, Răsăriteană, cât și în Peninsula Balcanică, după răsăritul Lunii. Eclipsa a avut o magnitudine de 1,106.